# Cardenal (color)

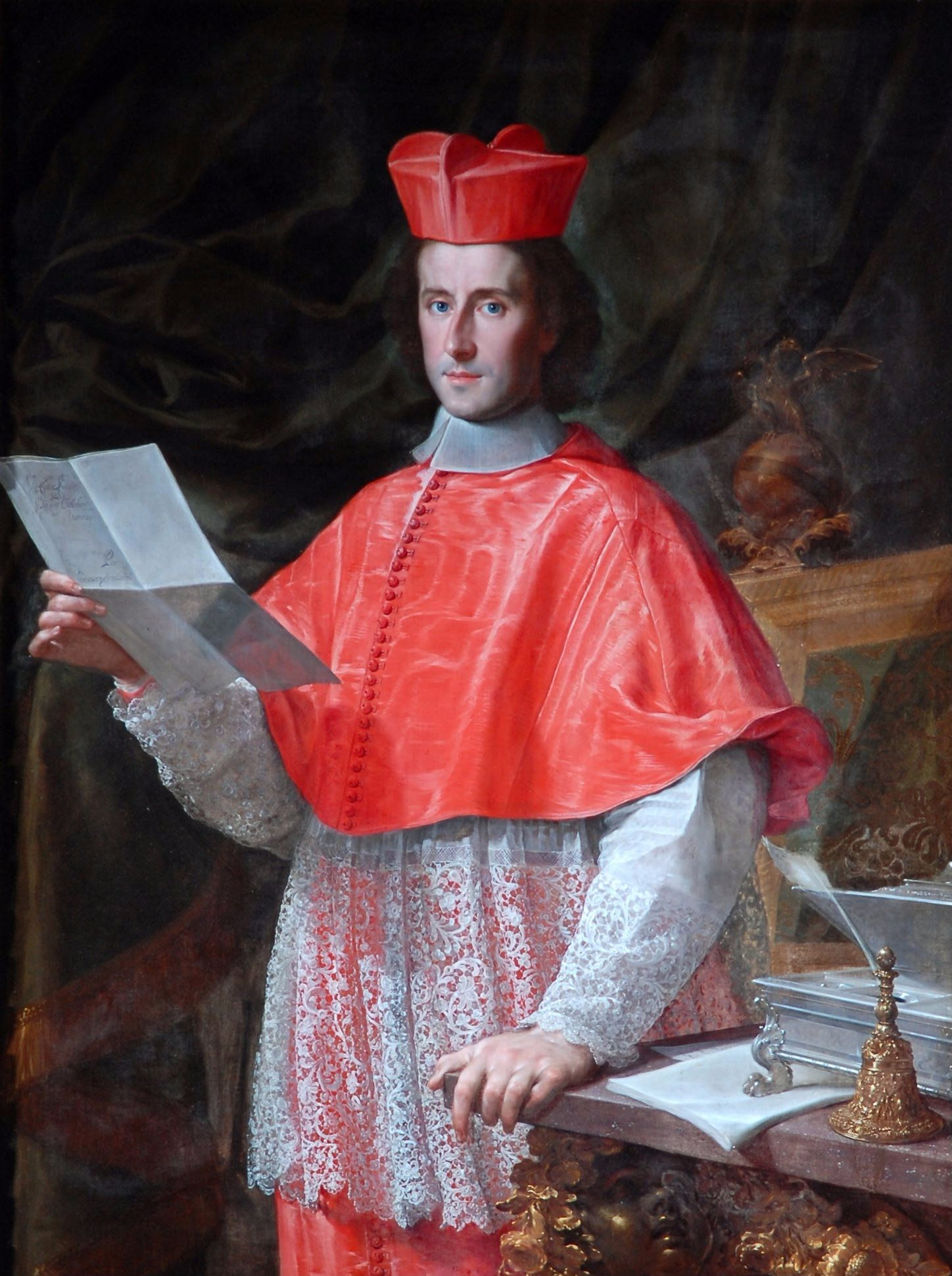
Retrat del Cardenal Pietro Ottoboni por Pietro (1667-1740) per Francesco Trevisani.

Cardenal és una tonalitat de vermell molt viva com la del vestit dels cardenals catòlics, que simbolitza la sang vessada per Crist.
Una mostra del color cardenal:

## Localització i usos
- Cardenal és el color d'algunes flors.
- Cardenal és el color d'alguns ocells.

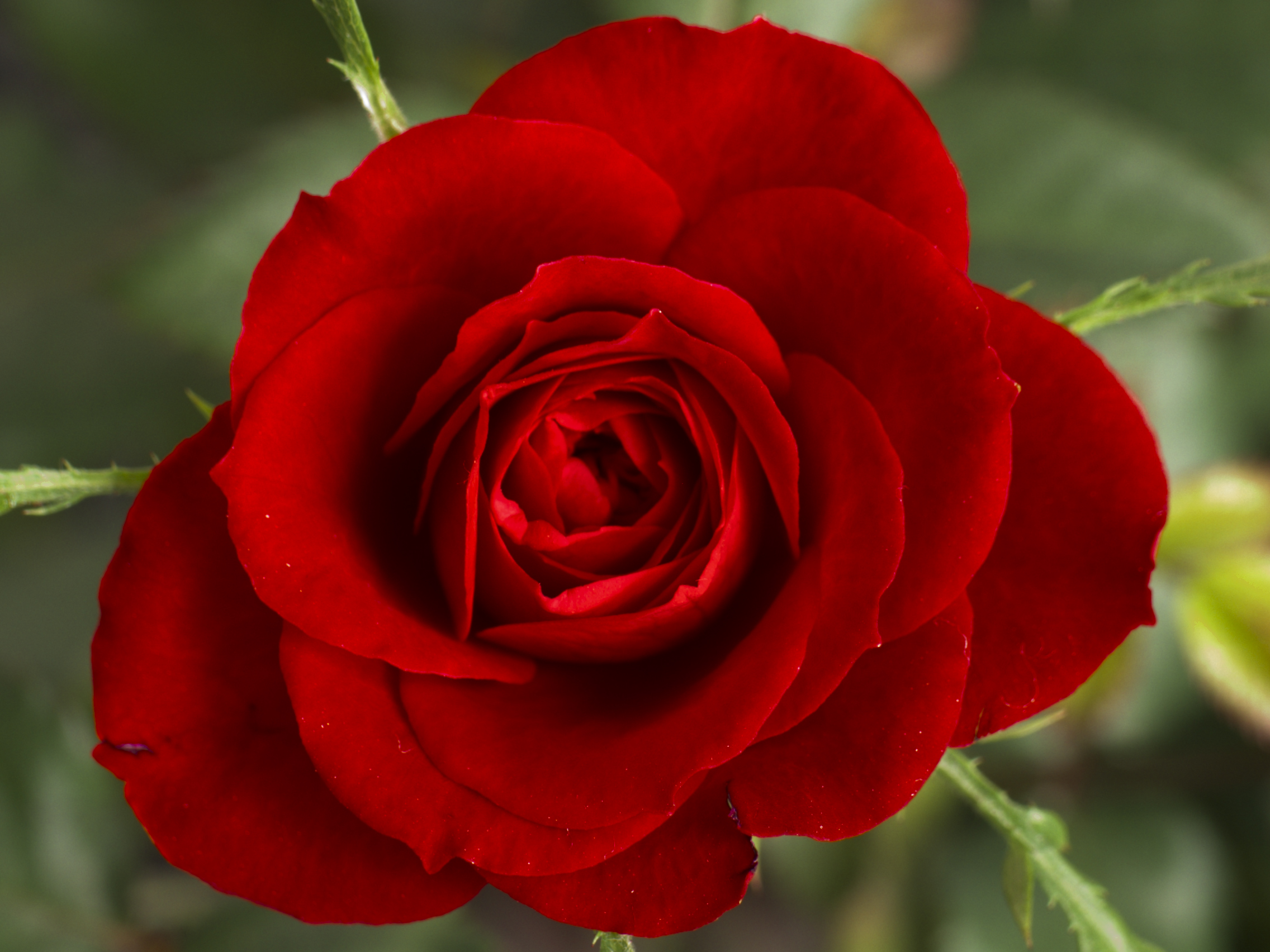
Una rosa cardenal

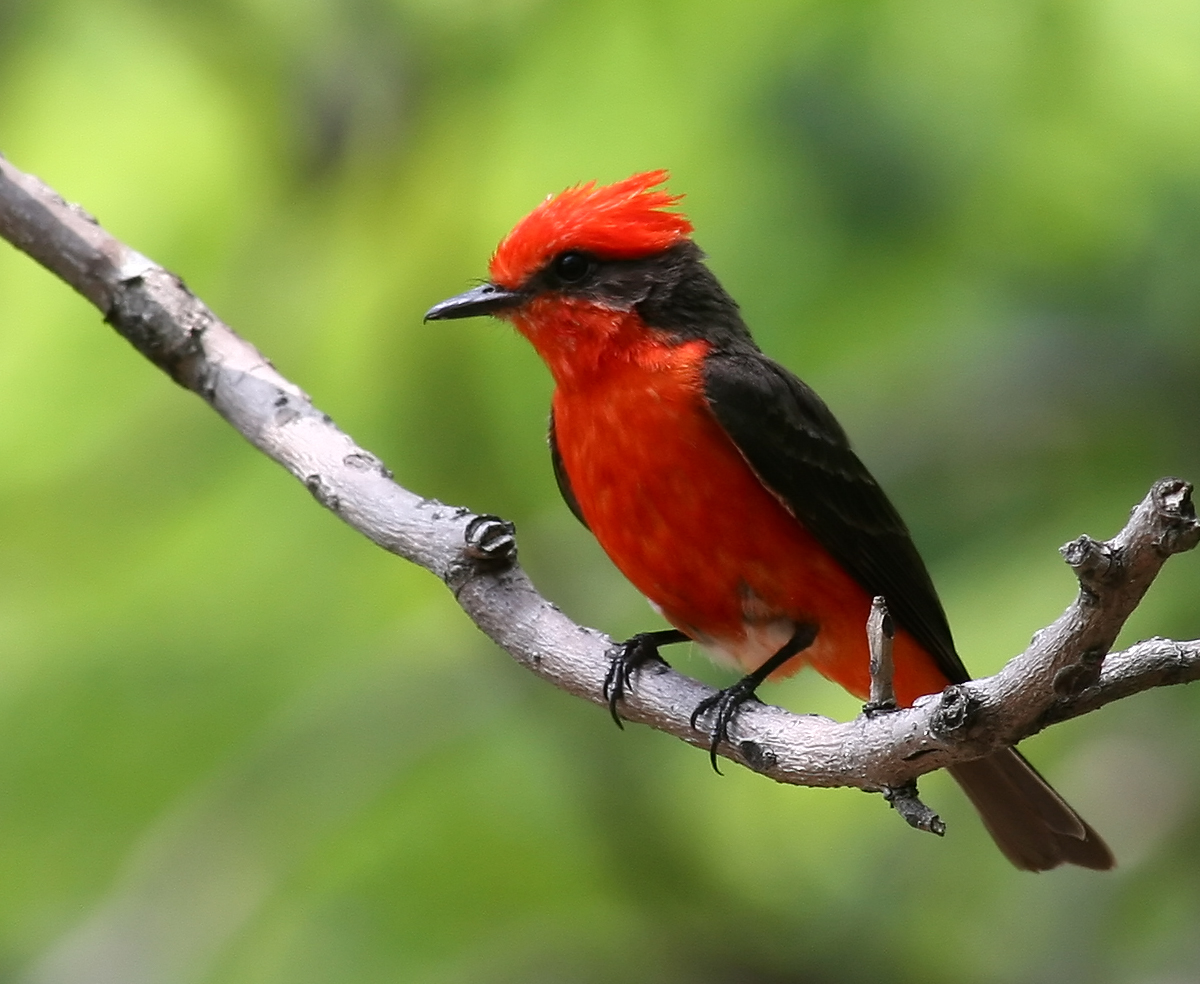
Lluer vermell sud-americà
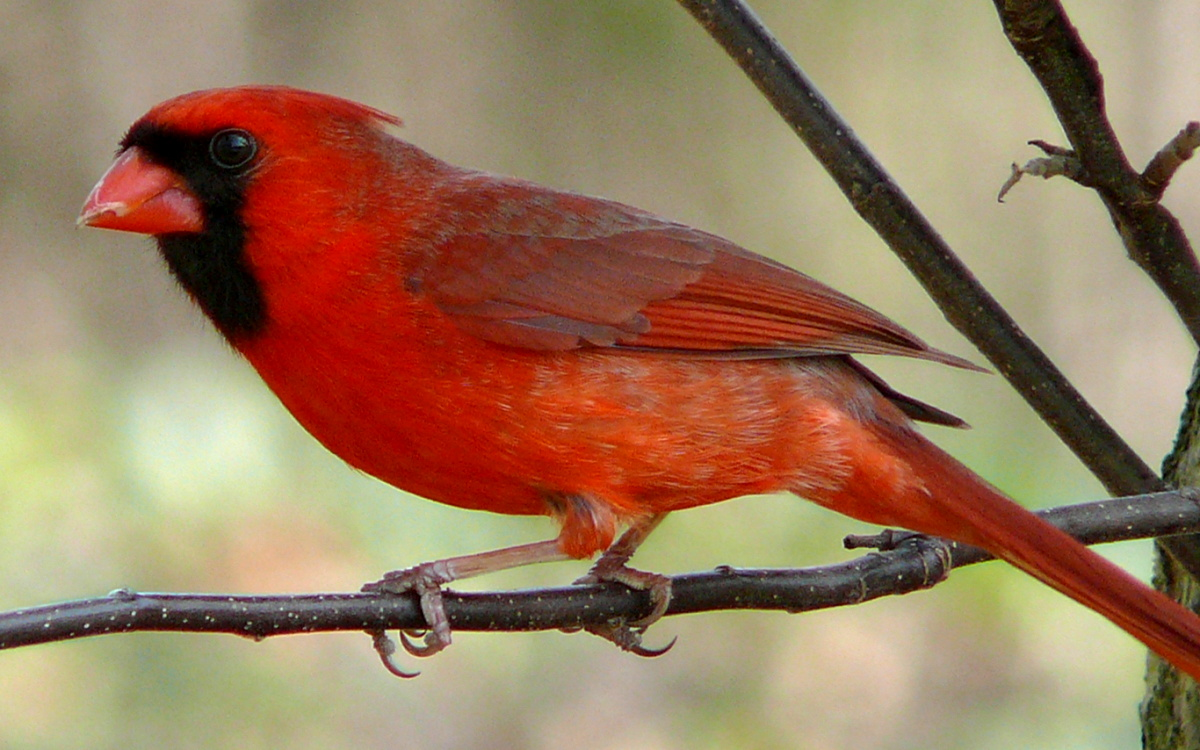
Tetra roig